# Ley Monzón
La Ley Monzón es una reforma legislativa que se ha implementado en diversos estados de México con el objetivo de proteger a los hijos de víctimas de feminicidio, evitando que estos queden bajo la custodia de un padre que lo haya cometido.

## Antecedentes
La Ley Monzón surge a raíz del feminicidio de Cecilia Monzón, ocurrido en 2022. Cecilia fue asesinada por su expareja, quien posteriormente intentó obtener la custodia de sus hijos menores de edad.
Este caso puso de manifiesto la urgente necesidad de reformar los marcos legales para evitar que los hijos de víctimas de feminicidio queden desprotegidos y a merced de sus propios asesinos. La sociedad civil, organizaciones feministas y diversas autoridades se movilizaron para impulsar esta iniciativa.

## Características
La Ley Monzón establece que, en caso de que un padre sea condenado por el feminicidio de la madre, este perderá automáticamente la patria potestad sobre los hijos de la víctima. Esto busca garantizar la protección y el bienestar de los menores, evitando que queden bajo el cuidado de quien les arrebató a su madre.
Asimismo, la ley contempla la creación de un fondo de apoyo económico para cubrir los gastos de manutención y educación de los hijos, brindando así asistencia a las familias que han sufrido este tipo de tragedia.

## Implementación
Puebla fue el primer estado en aprobar la Ley Monzón en 2023, convirtiéndose en un referente a nivel nacional. Posteriormente, para 2024, en otras 17 entidades como Ciudad de México, Querétaro y Veracruz, han adoptado o se encuentran en proceso de aprobar leyes similares.